# Хелифи, Мехди-Селим
Мехди-Селим Хелифи (араб. مهدي سليم خليفي‎; род. 1 сентября 1992, Прад) — алжирский лыжник, участник Олимпийских игр в Ванкувере.

## Карьера лыжника
В Кубке мира Хелифи дебютировал 16 февраля 2013 года, на сегодняшний день имеет на своём счету 2 гонки в рамках Кубка мира, в них он не поднимался выше 72-го места и Кубковых очков не завоёвывал.
На Олимпиаде-2010 в Ванкувере был единственным представителем Алжира и стал 84-м в гонке на 15 км свободным стилем.
За свою карьеру участия в чемпионатах мира пока не принимал.